# Cannone dei Dardanelli
Il cannone dei Dardanelli (Şahi in turco) o Grande Bombarda Turca è un cannone da assedio del XV secolo. In particolare, si tratta di una bombarda, che entrò in azione nel 1807 contro gli inglesi durante l'Operazione Dardanelli.

## Storia
Il cannone dei Dardanelli venne fuso in bronzo nel 1464 da Munir Ali. In particolare, si trattava di un pezzo di artiglieria della massa di 16800 kg, e con una lunghezza di 518 cm, che era in grado di lanciare palle di pietra del diametro di 63 cm. La camera dove veniva messa la polvere e la canna erano collegati tramite un meccanismo a vite, in modo da renderne più semplice il trasporto.
Bombarde di queste dimensioni comparvero in Europa occidentale fin dagli inizi del quindicesimo secolo, sempre per operazioni di assedio, e furono introdotte nell'esercito ottomano grazie al fonditore ungherese Urban nel 1453, in occasione della presa di Costantinopoli. Si presume che Munir Ali si sia rifatto alle esperienze precedentemente condotte con queste armi.
Insieme ad altri cannoni di grandi dimensioni, il cannone dei Dardanelli era ancora attivo e pronto all'uso quando, nel 1807 (oltre 300 anni dopo la sua creazione), la Royal Navy si presentò nello stretto per l'Operazione Dardanelli. Questi grandi ed antiquati cannoni vennero caricati con proiettili dai turchi, ed utilizzati contro le navi inglesi. A causa di questo bombardamento, le forze navali degli attaccanti subirono 28 morti.
Nel 1866, in occasione di una visita di stato, il sultano Abdul Aziz donò il cannone dei Dardanelli alla Regina Vittoria. L'arma divenne quindi parte della collezione della Royal Armouries, e fu esposta presso la Torre di Londra, venendo successivamente spostata presso Fort Nelson, a Portsmouth, dove si trova tuttora.